# Rudlov
Rudlov es un municipio del distrito de Vranov nad Topľou en la región de Prešov, Eslovaquia, con una población estimada a final del año 2024 de 731 habitantes.
Se encuentra ubicado en el centro-sur de la región, cerca del río Topľa (cuenca hidrográfica del río Tisza) y de la frontera con la región de Košice.

## Demografía
| Año        | 1994 | 2004    | 2014    | 2024   |
| ---------- | ---- | ------- | ------- | ------ |
| Población  | 586  | 638     | 680     | 731    |
| Diferencia |      | +8,87 % | +6,58 % | +7,5 % |

| Año        | 2023 | 2024    |
| ---------- | ---- | ------- |
| Población  | 729  | 731     |
| Diferencia |      | +0,27 % |